# Referéndum estatutario en Cataluña de 2006

Mapa de Cataluña.

El Referéndum sobre el Estatuto de autonomía de Cataluña se celebró en este territorio, con carácter vinculante, el 18 de junio de 2006, para decidir acerca de la entrada en vigor o no del nuevo Estatuto de autonomía de Cataluña aprobado por las Cortes Generales de España, en sesión del Senado, el 10 de mayo de 2006. El resultado fue, con una participación del 48,85%, de 73,90% votos a favor, 20,76% en contra y 5,34% votos en blanco. 
El referéndum de ratificación fue convocado por el presidente de Cataluña, Pasqual Maragall, el 18 de mayo de 2006, pocos días después del cese de los consejeros de Esquerra Republicana de Catalunya del Gobierno, bajo la pregunta: "¿Aprueba el proyecto de Estatuto de autonomía de Cataluña?" redactada en las dos lenguas oficiales del territorio.

## Antecedentes
Esta es la tercera vez en 75 años que los ciudadanos de Cataluña son llamados a las urnas para pronunciarse sobre una propuesta de Estatuto de autonomía. La primera fue el 2 de agosto de 1931, cuando la propuesta de Estatuto de Núria fue aprobada con un 99,49% de votos favorables y una participación del 75,13%, para ser después debatida por el Congreso de los Diputados y definitivamente aprobada en el año 1932.
La segunda fue el 25 de octubre de 1979, acerca el texto surgido de las Cortes Generales tras la presentación de la propuesta de Estatuto de Sau, aprobada por la Asamblea de Parlamentarios de Cataluña. En esta ocasión, con una participación del 59,3%, el 88,15% de los votos fue a favor y un 7,76% lo fue en contra, habiendo un 3,55% de votos en blanco.
Es, junto con el Estatuto de Castilla-La Mancha, el único Estatuto de Autonomía aprobado sin una mayoría de al menos 3/5 en las Cortes Generales.

## Campaña

### Posición de los partidos
Los cinco partidos parlamentarios catalanes discreparon en su posicionamiento respecto al referéndum del Estatuto. Tres partidos hicieron campaña a favor del "Sí" (el Partido de los Socialistas de Cataluña, Convergència i Unió e Iniciativa per Catalunya Verds-Esquerra Unida i Alternativa) y 2 a favor del "No" (Esquerra Republicana de Catalunya y el Partido Popular de Cataluña).

#### Convergència i Unió
Convergència i Unió, liderado por Artur Mas, pidió el "sí". Pese a no formar parte del gobierno de la Generalidad, y ser el principal partido de la oposición, participó activamente en el redactado final del Estatuto, incorporando propuestas propias. Además, el presidente de CiU, Artur Mas, pactó con el presidente del gobierno español José Luis Rodríguez Zapatero la versión definitiva del texto, y declaró haber conseguido las máximas contrapartidas para Cataluña, de manera que el texto final era el mejor que se podía conseguir. CiU hizo una campaña electoral comparando imágenes del año 1979 (año del que databa el Estatuto vigente) con imágenes del 2006 para ilustrar las diferencias entre las carencias del pasado y las virtudes del presente. El eslogan de la campaña fue "Sí al futur a Catalunya!" (en castellano, "Sí al futuro en Cataluña").

#### Partido de los Socialistas de Cataluña
El Partido de los Socialistas de Cataluña, liderado por Pasqual Maragall, pidió el "sí" a la ciudadanía. Era el partido que ostentaba el gobierno que había impulsado el nuevo Estatuto, e hizo campaña con el eslogan "Sí: guanya Catalunya. No: guanya el PP" (en castellano, "Sí: gana Cataluña. No: gana el PP"). La postura era coherente con el hecho de que el Estatut era una idea personal de Pasqual Maragall, sin cuya iniciativa y empuje no habría logrado ser consensuado en el Parlament tras superar numerosos desacuerdos.

#### Esquerra Republicana de Catalunya
Esquerra Republicana de Catalunya, liderada por Josep Lluís Carod-Rovira, pidió el "no" a la ciudadanía, no sin antes una gran controversia interna. ERC, como miembro del gobierno de la Generalidad presidido por Pasqual Maragall, había sido uno de los partidos más activos en la redacción del nuevo estatuto. Posteriormente ERC y CiU negociaron por separado recortes a ese texto para que fuera asumible en el Congreso. El PSC gobernaba en minoría apoyado por ERC. El texto presentado finalmente fue el acordado con CiU, que reemplazó a ERC como apoyo del PSC. Sin embargo, ERC consideró que el proyecto final de Estatuto, nuevamente sujeto a modificaciones, aprobado en el Congreso de los Diputados español estaba demasiado recortado respecto al aprobado por el Parlamento de Cataluña el 30 de septiembre de 2005. Por ello, la postura de ERC respecto al proyecto final de estatuto fue cambiando a medida que se acercó la fecha del referéndum. ERC votó "no" en la votación del Congreso de los Diputados. Desde ERC se argumentó ante el PSC que no podía votar a favor del proyecto final de Estatuto porque se quedaba corto: las razones fundamentales esgrimidas por la dirección del partido eran que no se explicitaba de forma clara que Cataluña era una nación, que el capítulo relativo a la financiación no era suficientemente positivo para Cataluña, y que no se cedía a la Generalidad la gestión de infraestructuras como el aeropuerto de Barcelona. Tras un amplio debate entre sus dirigentes, al llegar al Senado, ERC viró hacia la abstención, dado que el voto negativo de ERC hacía decaer inmediatamente el Estatuto. Presionada por el PSC, con quien compartía gobierno en Cataluña, la dirección de ERC argumentó que no quería impedir al pueblo catalán expresarse sobre si quería o no el nuevo Estatuto. En el referéndum del Estatuto, la dirección de ERC, tras un amplio debate, propuso a sus militantes que el partido postulara el voto nulo en la campaña por el referéndum. Sin embargo, los militantes forzaron que el partido se posicionara por el "no". Así, ERC, paradójicamente, acabó pidiendo el "no" en la campaña electoral para un Estatuto que con sus votos habría podido tumbar sin problemas en el trámite parlamentario en el Senado. El eslogan de su campaña fue «Ara toca no: Catalunya mereix més» (en castellano, «Ahora toca no: Cataluña merece más»), en clara alusión a la cita de Pujol «Ara no toca» (en castellano, «Ahora no toca»).

#### Iniciativa per Catalunya Verds-EUiA

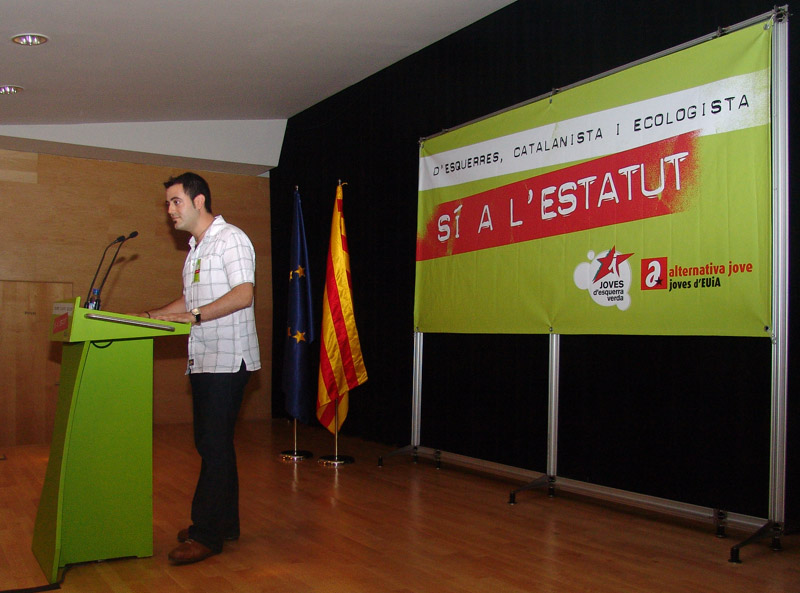
Iván Nieto (Coordinador general de Joves d'EUiA) haciendo campaña por el sí al estatut.

Iniciativa per Catalunya Verds-Esquerra Unida i Alternativa, liderada por Joan Saura, pidió el "sí" a la ciudadanía. Como miembro del gobierno de la Generalidad de Cataluña, participó en el redactado del texto del Estatuto, que consideraba un gran avance respecto al Estatuto vigente desde 1979. El eslogan de la campaña fue escueto: "Sí a l'Estatut" (en castellano, "Sí al Estatuto"). La mayoría de medios de comunicación coincidieron en señalar que ICV-EUiA fue el partido que hizo una campaña electoral más constructiva, centrada en explicar a los ciudadanos las diferencias entre el nuevo Estatuto y el anterior. Es significativo apuntar que el líder de la formación, Saura, dio el sí al texto pactado entre Zapatero y Más antes de tener oportunidad de leerlo.

#### Partido Popular de Cataluña
El Partido Popular de Cataluña, liderado por Josep Piqué, pidió el "no" a la ciudadanía. Desde casi el principio del redactado del nuevo estatuto, el Partido Popular se autoexcluyó de la comisión redactora denunciando que el redactado que estaban haciendo los otros cuatro partidos catalanes era inconstitucional. Los dirigentes nacionales del Partido Popular organizaron diversos actos contra el nuevo estatuto. Dijeron que era un capricho de los políticos que no respondía a una petición de la ciudadanía de Cataluña, que ponía en peligro la unidad de España, que rompía la solidaridad entre las diferentes regiones de España, y que era excesivamente regulador de la vida de los ciudadanos. Por ello, iniciaron una recogida de firmas en toda España (consiguieron 4.000.000) con el objetivo de que el Estatuto de Cataluña fuera sometido a referéndum en toda España, no sólo en Cataluña. Además, también presentaron un recurso ante el Tribunal Constitucional, con el objeto de frenar la tramitación y la entrada en vigor del nuevo Estatuto. Cuando se dio a conocer el resultado del pacto entre Zapatero y Más, Josep Piqué declaró que se había impuesto el sentido común y el resultado final no era muy diferente de las propuestas populares; siendo rápidamente desacreditado por Acebes. Este hecho provocó rumores de una posible dimisión. Hay que decir que Rajoy meses atrás había aceptado una propuesta de ley orgánica de Piqué no muy diferente de la financiación descrita en el estatuto final.
El Partido Popular de Cataluña fue el único partido que hizo campaña tanto en catalán como en castellano. Su eslogan de campaña fue "Di no al Estatuto".

#### CUP
La Candidatura d'Unitat Popular (CUP), entonces sin representación parlamentaria, apoyó el NO en el referéndum.

### Prohibición de incentivar la participación
La Junta Electoral Central, en acorde al artículo 50.1 de la Ley Orgánica de Régimen Electoral, prohibió que la Generalidad alentase la participación a través de los medios de comunicación. La decisión fue tomada entendiendo que la abstención, era una posibilidad de los votantes, así la campaña de promoción del voto violaba la ley electoral de 1994. La Generalitat apeló ante el tribunal supremo, si bien este mantuvo la decisión de la Junta electoral, esgrimiendo además el artículo 23 de la Constitución para argumentar la necesaria neutralidad de los poderes públicos.
La decisión de la "Junta Electoral Central" fue consecuencia de un recurso presentado por Esquerra Republicana de Catalunya y el Partido Popular.

### Mensaje institucional del presidente de la Generalidad
El 16 de junio de 2006 el presidente de la Generalidad, Pasqual Maragall, dirigió un mensaje institucional, televisado por Televisió de Catalunya y Televisión Española, en que recordó la trascendencia histórica del referéndum aludiendo a los presidentes Francesc Macià, Lluís Companys, Josep Irla, Josep Tarradellas y Jordi Pujol, así como al primer consejero Carles Pi i Sunyer, a la vez que convocó a los catalanes a las urnas para tener la oportunidad de expresarse libremente.
El mensaje institucional, retransmitido pocas horas antes del fin de la campaña electoral, fue duramente criticado por Esquerra Republicana de Catalunya y el Partido Popular, que pidieron a la Junta Electoral Central que no lo autorizara. El Partido Popular lo pidió igualmente al Consejo Audiovisual de Cataluña. La Junta Electoral, en una resolución adoptada pocos minutos antes de su retransmisión, se declaró incompetente para censurar al presidente de la Generalidad.

## Resultados

### Voto por correo
El departamento de Gobernación y Administraciones Públicas de la Generalidad anunció el 16 de junio de 2006 que 31.873 ciudadanos ya habían enviado su voto a través de Correos para participar en el referéndum. Comparado con la última jornada electoral de ámbito catalán, las elecciones al Parlamento de Cataluña de 2003, representan 4.972 personas más que en aquella ocasión.

### Datos generales
- Censo: 5.310.103
- Mesas: 8.227
- Votantes: 2.594.167 (48,85%)
- Abstención: 2.715.936 (51,15%)
- Votos:

- Válidos: 2.570.846 (99,10%)
- A opciones: 2.433.639 (93,81%)

- Sí: 1.899.897 (73,24%)
- No: 533.742 (20,57%)

- En blanco: 137.207 (5,29%)
- Nulos: 23.321 (0,90%)